# Partit Popular Radical
El Partit Popular Radical (noruec Det Radikale Folkeparti) fou un partit polític de Noruega, fundat originàriament amb el nom de Laboristes Demòcrates (Arbeiderdemokratene) a les eleccions legislatives noruegues de 1906 per Johan Castberg, i que canvià al nom actual el 1921. Al Storting, el partit va formar part sovint del grup parlamentari del Venstre. El suport social del partit procedia dels petits propietaris agraris i del proletariat agrari sense terres. Durant la Primera Guerra Mundial inicià la seva decadència, i només va mantenir una certa influència política a Oppland i a Hedmark. Des de les eleccions de 1927 es va veure reduït a un escó, i finalment a les eleccions legislatives noruegues de 1936 es va quedar sense representació parlamentària. Després de la Segona Guerra Mundial es va unir al Venstre.

## Resultats electorals
| Any  | Vots                    | Vots                    | Escons  | Escons | Govern             |
| Any  | #                       | %                       | #       | ±      | Govern             |
| ---- | ----------------------- | ----------------------- | ------- | ------ | ------------------ |
| 1903 | En coalició amb Venstre | En coalició amb Venstre | 2 / 117 | Nou    | Oposició           |
| 1906 | 12,819                  | 4.8                     | 4 / 123 | 2      | Oposició (1906-08) |
| 1906 | 12,819                  | 4.8                     | 4 / 123 | 2      | Coalició (1908-10) |
| 1909 | 15,550                  | 3.7                     | 2 / 123 | 2      |                    |
| 1909 | 15,550                  | 3.7                     | 2 / 123 | 2      | Oposició           |
| 1912 | En coalició amb Venstre | En coalició amb Venstre | 6 / 123 | 4      | Oposició           |
| 1915 | 25,658                  | 4.2                     | 6 / 123 | =      | Oposició           |
| 1918 | 21,980                  | 3.3                     | 3 / 126 | 3      | Oposició           |
| 1921 | 22,970                  | 2.5                     | 2 / 150 | 1      | Oposició           |
| 1924 | 17,144                  | 1.8                     | 2 / 150 | =      | Oposició           |
| 1927 | 13,459                  | 1.4                     | 1 / 150 | 1      | Oposició           |
| 1930 | 9,228                   | 0.8                     | 1 / 150 | =      | Oposició           |
| 1933 | 6,858                   | 0.6                     | 1 / 150 | =      | Oposició           |
| 1936 | 6,407                   | 0.4                     | 0 / 150 | 1      | Oposició           |